# Short Mayo Composite
Le Short Mayo Composite est un hydravion « composite » construit en un seul exemplaire par l'avionneur Short Brothers (basé en Irlande du Nord), pour le transport de courrier.

## Conception
La BOAC recherchait un avion postal transatlantique, capable de parcourir 5 600 km sans nécessiter d'escale de ravitaillement et ce, même contre le vent dominant (de l'Europe vers l'Amérique du Nord), une autonomie extrêmement difficile à atteindre à l'époque. La solution de l'avion composite est proposée par un ingénieur de la BOAC, dont le patronyme, Mayo, est donné à l'avion. 
Le Mayo se compose d'un gros hydravion à coque quadrimoteur nommé Maia, qui est en fait un Short Empire modifié pour ce besoin, et d'un hydravion à flotteurs quadrimoteur à deux membres d'équipage (un pilote et un navigateur) nommé Mercury. Avant le départ, le Mercury est monté sur le dos du Maia à l'aide d'une grue et fixé par un système mécanique. Le Maia décolle, atteint l'altitude de croisière, et parcourt une petite distance avant de lâcher le Mercury et de faire demi-tour. Le Mercury dispose d'un appréciable bonus d'autonomie car il entame son vol, réservoirs pleins, en étant déjà à l'altitude de croisière. Il transporte 450 kg de courrier.

## Utilisation
Le premier vol transatlantique a lieu le 21 juillet 1938, reliant Foynes en Irlande (dans l'estuaire du Shannon), à la base d'hydraviation de Boucherville, près de Montréal. L'appareil est utilisé en service régulier, mais reste l'unique représentant de son modèle. En octobre 1938, il part de Dundee et vole sans escale jusqu'à l'Afrique du Sud, ce vol de 9 700 km bat le record d'autonomie pour un hydravion.